# ГЕС Yángqū
ГЕС Yángqū (羊曲水电站) — гідроелектростанція, що споруджується на півночі Китаю у провінції Цінхай. Знаходячись між ГЕС Bānduō (вище по течії) та ГЕС Lóngyángxiá, входитиме до складу каскаду на одній з найбільших річок світу Хуанхе.
У межах проєкту річку перекриють кам'яно-накидною греблею з бетонним облицюванням висотою 150 метрів. Вона утримуватиме витягнуте по долині Хуанхе на пів сотні кілометрів водосховище з об'ємом 1472 млн м3 (корисний об'єм 96 млн м3) та припустимим коливанням рівня у операційному режимі між позначками 2713 та 2715 метрів НРМ.
Через три водоводи довжиною від 0,55 км до 0,65 км ресурс подаватиметься до машинного залу. Останній обладнають трьома турбінами типу Френсіс потужністю по 408 МВт, які забезпечуватимуть виробітку 4,7 млрд кВт-год електроенергії на рік.
Роботи за проєктом почались у 2013 році. Втім, вони зіткнулись із певними ускладненнями, так, в 2016-му уряд провінції Цінхай призупинив будівництво до розв'язання питання захисту заповідних насаджень.